# 윌리엄 하트넬
윌리엄 하트넬(William Hartnell, 1908년 1월 8일 ~ 1975년 4월 23일)은 잉글랜드의 배우이다.

## 출연 작품
- 욕망의 끝 (1963)
- 지옥에서 악수하라 (1959)
- 약소국 그랜드 펜윅 이야기 (1959)
- 링어 (1952)
- 탈출 (1948)
- 브라이튼 록 (1947)
- 선봉에서 (1944)